# دانشگاه موسیقی شوپن
بزرگ‌ترین مرکز آموزش عالی موسیقی در لهستان و یکی از مهمترین دانشگاه‌های موسیقی در اروپا است.

## تاریخچه
این دانشگاه به نام موسیقیدان لهستانی فردریک شوپن نام گذاری شد که در سال ۱۸۱۰ توسط بگوسلاوسکی هنرپیشه لهستانی تأسیس شد.
در سال ۱۸۲۰ توسط معلم شوپن، یوزف الستر به یک مدرسه عمومی موسیقی تبدیل شد. در سال ۱۸۳۰ توسط مقامات امپراتوری روسیه در جریان خیزش‌های ۱۸۳۰ منحل شد.
در سال ۱۸۶۱ به عنوان مؤسسه موسیقی ورشو مجدد احیا شد.
بعد از استقلال لهستان در سال ۱۹۱۸، این مؤسسه توسط دولت لهستان اداره شد و به هنرستان ورشو معروف شد.
ساختمان اولیه این مؤسسه در جریان جنگ جهانی دوم نابود شد.
بعد از جنگ در سال ۱۹۴۶، مجدد ساخته شد.
در سال ۱۹۷۹ این مؤسسه که یک مدرسه موسیقی تبدیل شده بود به اسم فردریک شوپن نام گذاری شد. در سال ۲۰۰۸ دانشگاه موسیقی فردریک شوپن نام گرفت.